# Friedrich Gottfried von der Groeben
Friedrich Gottfried Graf von der Groeben (geb. am 11. September 1726 in Skandau; gest. am 7. August 1799 in Königsberg (Preußen)) war ein preußischer Justizdirektor, Landhofmeister, Landrat und Etatsminister.

## Herkunft
Friedrich Gottfried von der Groeben war Angehöriger des märkischen Adelsgeschlechts Groeben. Er war der Sohn von Christoph Abraham von der Groeben (1691–1740), polnischer Capitain, Erbherr auf Skandau, und dessen Ehefrau Maria Eleonore (1703–1755), geb. Freiin zu Eulenburg.

## Leben
Friedrich Gottfried bezog zunächst ab 1736 eine Akademie in Königsberg. 1748 wurde er Justizdirektor in Rastenburg. Von Dezember 1752 bis 1756 amtierte er als erster Landrat des Kreises Rastenburg. Nachfolgender Landrat wurde 1757 Johann Georg von der Groeben. Am 25. Oktober 1766 wurde er königlich preußischer Etatsminister und Obermarschall und löste damit den bisherigen Amtsinhaber Johann Ernst von Wallenrodt ab. Des Weiteren wurde er Präsident des ostpreußischen Konsistoriums und Direktor des großen Waisenhauses und der Schulkommission. Ab 1786 amtierte er als preußischer Landhofmeister. Nach seinem Tod im Jahr 1799 sollte das Amt als Etatsminister vorübergehend unbesetzt bleiben bzw. interimistisch durch Christian Alexander Vivigenz von Winterfeld (1754–1822) verwaltet werden.

## Persönliches
Friedrich Gottfried von der Groeben saß auf Skandau und war seit 1748 Freimaurer. Am 19. Dezember 1786 wurde er von Friedrich Wilhelm II. in den Grafenstand erhoben.

## Familie
Er war in erster Ehe seit dem 26. September 1752 mit Friederike Johanne Elisabeth (1733–1760), geb. von Rohr-Trzcinska, verheiratet. Die Tochter aus dieser Ehe war Katharina Margarete Hedwig Gräfin von der Groeben (1753–1817). In zweiter Ehe vermählte er sich mit Karoline Louise (1739–1815), geb. Gräfin Truchseß zu Waldburg. Die Kinder aus dieser Ehe waren Carl Heinrich (1763–1820) und Wilhelm Ludwig (1765–1829).

## Auszeichnungen
- Im Sommer 1772 wurde er in Sonnenberg Ehrenritter des Johanniterordens.[6]
- Ritter des großen roten Adlerordens[7]